# یگان عزیز
یگان عزیز، یکی از یگان‌های مسلح اصلی حزب‌الله لبنان است که مسئول عملیات در بخش غربی جنوب لبنان را دارد و از مناطق ساحلی نزدیک صور تا منطقه بنت جبیل و نیز تا رودخانه لیتانی، امتداد دارد. این یگان که برای نظارت و هماهنگی فعالیت‌های نظامی در این منطقه استراتژیک، تأسیس شده است، نقش محوری در استراتژی‌های دفاعی و تهاجمی حزب‌الله در امتداد مرز با اسرائیل ایفا می‌کند.

## ساختار سازمانی و مسئولیت‌ها
چارچوب نظامی حزب‌الله در جنوب لبنان به چندین یگان منطقه‌ای، تقسیم شده است که هر کدام مسئولیت‌های سرزمینی خاصی را بر عهده دارند:
یگان عزیز
یگان عزیز، بخش غربی، شامل مکان‌های کلیدی مانند صور و مناطق اطراف آن را مدیریت می‌کند.
یگان نصر
یگان نصر، بر بخش شرقی، نظارت دارد که مناطقی از بنت جبیل تا مرز سوریه را در بر می‌گیرد.
یگان بدر
یگان بدر، مناطقی در شمال رودخانه لیتانی، از جمله مناطق نزدیک صیدا را کنترل می‌کند.
این یگان‌ها تحت نظر شورای جهاد حزب‌الله، فعالیت می‌کنند که فعالیت‌های نظامی و امنیتی این گروه را هدایت می‌کند.

## اهمیت استراتژیک
کنترل یگان عزیز بر بخش غربی جنوب لبنان، به حزب‌الله، دسترسی استراتژیک به مناطق ساحلی و نزدیکی به مناطق مرزی اسرائیل را می‌دهد. این موقعیت، توانایی این گروه را برای انجام حملات و حفظ حضور در نقاط حساس مرز اسرائیل و لبنان، تسهیل می‌کند. فعالیت‌های این یگان در درگیری‌های نظامی حزب‌الله، نقش محوری داشته است و اهمیت آن را در چارچوب عملیاتی گسترده‌تر این سازمان، نشان می‌دهد.

## تحولات اخیر
حذف رهبران کلیدی، حزب‌الله را بر آن داشته است تا ساختارهای فرماندهی خود را در یگان‌هایی مانند عزیز، مجدداً ارزیابی و تقویت کند. با وجود این تلفات، این گروه همچنان قابلیت‌های عملیاتی خود را در منطقه حفظ کرده است که نشان‌دهنده انعطاف‌پذیری و سازگاری در استراتژی‌های نظامی آن است. پویایی‌های جاری در جنوب لبنان، ماهیت بی‌ثبات منطقه و نقش محوری، یگان‌هایی مانند عزیز را در چارچوب وسیع‌تر ژئوپلیتیک خاورمیانه، برجسته می‌کند.